# 29969 Amyvitha
A 29969 Amyvitha (ideiglenes jelöléssel (29969) 1999 JX109) a Naprendszer kisbolygóövében található aszteroida. A LINEAR projekt keretében fedezték fel 1999. május 13-án.